# 1992
1992 (MCMXCII) fon un any bixest segons el calendari gregorià, començat en dimecres.

## Esdeveniments
Països Catalans
- 15 de març, Catalunya: s'hi celebren les eleccions al Parlament de Catalunya de 1992; Convergència i Unió les guanya amb majoria absoluta, Jordi Pujol i Soley es mantindrà com a President de la Generalitat.
- 25 de marçː Barcelona: Creació de la Fundació Mercè Rodoreda, constituït per l'Institut d'Estudis Catalans.[1]
- 7 d'abril, Barcelona: S'estrena al Teatre Victòria Flor de nit, obra de teatre musical posada en escena per Dagoll Dagom.[2]
- 20 de maig, estadi de Wembley, Londres: el Futbol Club Barcelona que juga per primer cop una final de la copa d'Europa, guanya a la UC Sampdoria de Gènova per la mínima amb un gol de Koeman a pilota parada durant la segona part de la pròrroga.
- 29 de juny: s'escomet l'Operació Garzón contra l'independentisme català en què es van produir una seixantena de detencions i vint-i-tres militants van ser sotmesos a tortures.[3]
- 10 de juliol, Barcelona: última emissió del programa de ràdio L'orquestra de Jordi Vendrell, censurat per haber tractat obertament les tortures i detencions arbitràries de l'Operació Garzón.[4]
- 25 - 9 d'agost, Barcelona: s'hi disputen els Jocs Olímpics de 1992, “els millors de tota la història olímpica” en paraules del president del COI Joan Antoni Samaranch.
- 3 de setembre, Barcelona, Badalona, Mollet: Comencen els Jocs Paralímpics d'Estiu 1992.[5]
- Es funda la cadena de restaurants de tipus bufet lliure Fresc Co.

Resta del món
- 1 de gener, l'Argentina: el peso hi substitueix l'austral com a moneda.
- 16 de gener, Ciutat de Mèxic: representants del govern salvadorenc i del FMLN hi signen els Acords de Chapultepec, els quals posen fi a la Guerra Civil d'El Salvador que feia dotze anys que durava.
- 1 de març, Bòsnia i Hercegovina: El sí guanya amb un 99,7% (amb un 66,4% de participació) en el referèndum d'independència de Iugoslàvia, convocat pel Parlament Bosnià.[6]
- 17 de març, Buenos Aires, Argentina: Explota una bomba a l'ambaixada d'Israel a Buenos Aires que va fer 29 morts i 242 ferits, hom hipotetitza una vinculació amb els govern de l'Iran.
- 5 d'abril, Sarajevo, Bòsnia i Hercegovina: Comença el setge de Sarajevo mantingut pels paramilitars i soldats serbis durant la Guerra de Bòsnia, el més llarg contra una gran ciutat en la història militar moderna, durant gairebé quatre anys, fins al 29 de febrer de 1996.
- 25 d'abril: Terratrèmols de Cap Mendocino.
- 23 de novembre: Neix l'actriu i cantant estatunidenca Miley Cyrus.
- 17 de desembre: Es firma el tractat que constitueix l′Àrea de Lliure Comerç d'Amèrica del Nord, entre Canadà, els Estats Units i Mèxic, que entrarà en vigència l'1 de gener de 1994.
- S'idea el personatge infantil T'choupi.

### Cinema i televisió
| M/d   | direcció             | títol                      | gènere      |
| ----- | -------------------- | -------------------------- | ----------- |
| 11/10 | Francis Ford Coppola | Dràcula de Bram Stoker     | fantàstic   |
| 08/03 | Clint Eastwood       | Sense perdó                | western     |
| 02/27 | James Ivory          | Retorn a Howards End       | drama hist. |
| 10/08 | Ridley Scott         | 1492: Conquest of Paradise | drama hist. |

- S'estrenen la pel·lícules Naked Killer i Al-Irhab wal kabab
- Azerbaidjan: S'inicia la publicació del diari Birja
- Estrena de la pel·lícula Estimada, he engrandit el nen

### Premis Nobel
| Camp                  | Guardonats                           |
| --------------------- | ------------------------------------ |
| Física                | - Georges Charpak                    |
| Química               | - Rudolph A. Marcus                  |
| Medicina o Fisiologia | - Edmond H. Fischer - Edwin G. Krebs |
| Literatura            | - Derek Walcott                      |
| Pau                   | - Rigoberta Manchú                   |
| Economia              | - Gary Becker                        |

### Videojocs
| M/d   | jocs                                          |     | sist.   |
| ----- | --------------------------------------------- | --- | ------- |
|       | Aero Fighters                                 | ONU | recre.  |
|       | Maxwell's Maniac                              | ONU | Windows |
|       | Where in the World Is Carmen Sandiego? Deluxe | ONU | DOS/Mac |
| 04/16 | Top Gear                                      |     | SNES    |
| 08/   | Virtua Racing                                 |     | recre.  |
| 07/01 | Wave Race                                     |     | GB      |
| 10/12 | Caesar                                        | ONU | Amiga   |
| 11/28 | Super Mario Land 2: 6 Golden Coins            |     | GB      |
| 09/24 | The Legend of Zelda: A Link to the Past       |     | SNES    |
| 11/19 | Top Gear                                      |     | SNES    |
| 12/17 | Street Fighter II: The World Warrior          |     | SNES    |
| 03/18 | Word Rescue                                   | ONU | DOS     |
| 01/   | The Addams Family                             |     | GB      |
| 09/24 | Art of Fighting                               | ONU | recre.  |
| 09/11 | Axelay                                        |     | SFC     |
| 11/   | Captain Novolin                               |     | SNES    |
| 09/12 | Super Probotector: Alien Rebels               |     | SNES    |
| 12/06 | Final Fantasy V                               |     | SFC     |
| 06/   | Indiana Jones and the Fate of Atlantis        |     | PC      |
| 07/14 | Mario Paint                                   |     | SFC     |
| 10/08 | Mortal Kombat                                 |     | recre.  |
| 06/   | Der Patrizier                                 |     | PC      |
| 12/22 | Rushing Beat Ran                              |     | SFC     |
| 10/30 | Shin Megami Tensei                            |     | SFC     |
| 08/27 | Super Mario Kart                              |     | SFC     |

El primer de gener deixà de fabricar-se l'Atari 2600, en producció del 1977 ençà.
- Atari 2600 (1977-1992)
- La Super Nintendo PAL
- Hyundai Super Comboy
- Super Scope

Després de comercialitzar-la a les Illes Britàniques en abril, al juny es llançà la versió PAL de la Super Nintendo a la resta d'Europa; al desembre eixí la versió sud-coreana, rebatejada Super Comboy per Hyundai. El perifèric Super Scope va ser llançat el mateix any a occident.

## Naixements
Països Catalans
- 24 de gener - Sant Sadurní d'Anoia: Berta Tarrida i Calduch, jugadora d'hoquei sobre patins catalana.[7]
- 9 de març - la Seu d'Urgell: Núria Vilarrubla Garcia, piragüista olímpica catalana especialitzada en eslàlom d'aigües braves.[8]
- 27 de març - Lloret de Mar: Marc Muniesa Martínez, futbolista català.
- 28 d'abril - Santa Margarida de Montbui: Mireia Conde Mateos, esportista catalana, pilot de trial.[9]
- 13 de maig - Barcelonaː Georgina García Pérez, jugadora de tennis catalana del Club Tennis Sabadell.[10]
- 1 de juny - Dosrius, Maresme: Olga García i Pérez, futbolista catalana, que ha jugat com a davantera a la Primera Divisió.[11]
- 15 de juny - Moixent, La Costera: Salomé Navalón Fito, futbolista valenciana, que ha jugat a la Primera Divisió com a defensa.[12]
- 25 de juny - Barcelona: Helena Lloret Gómez, waterpolista catalana.[13]
- 24 de juliol, Mataró: Rosó Buch Rosell, jugadora de bàsquet catalana.[14]
- 9 d'agost - Palma, Mallorca: María España Almendro, jugadora mallorquina de bàsquet.[15]
- 18 de novembre - Bescanó, el Gironès: Queralt Casas Carreras, jugadora catalana de basquetbol.[16]
- 30 de desembre - Barcelona: Anna Boada Peiró, remera catalana.[17]

Resta del món
- 5 de febrer: Damien Hooper, boxador.
- 11 de febrer, Grand Rapids (Michigan), Michigan, EUA: Taylor Lautner, actor estatunidenc
- 17 de febrer, Las Vegas, Nevada, EUA: Meaghan Jette Martin, actriu estatunidenca
- 22 de febrer, Santo Domingo: Peter Pou, cantant.
- 10 de març, Los Angeles, Califòrnia, EUA: Emily Osment, actriu estatunidenca
- 20 de març, Tolosa, Guipúscoa: Lara Arruabarrena, tennista basca professional.[18]
- 4 d'abril, Chicago, Illinois, EUA: Alexa Nikolas, actriu estatunidenca
- 15 d'abril, Norrköping, Suècia: Amy Diamond, cantant sueca.
- 24 d'abril, Múrcia: Laura Gil Collado, jugadora espanyola de bàsquet.[19]
- 8 de maig, Londres, Anglaterra: Ana Mulvoy Ten, actriu espanyola/anglesa.[20]
- 18 de maig, Ankara, Turquia: Cemre Erol, jugadora de voleibol.
- 12 de juny, Rio de Janeiro, Brasil: Philippe Coutinho, futbolista brasiler.
- 26 de juny, Long Beach, Califòrnia, EUA: Jennette McCurdy, actriu estatunidenca
- 22 de juliol, Grand Prairie, Texas, EUA: Selena Gómez, actriu i cantant estatunidenca
- 23 de juliol, Jaca, Espanya: Luis Fenero, ballarí sobre gel.
- 24 de juliol, Alacant: Alejandra Quereda Flores, gimnasta rítmica valenciana, subcampiona olímpica en els Jocs Olímpics de Rio 2016.[21]
- 4 d'agost, Arezzo, Itàlia: Cole Sprouse i Dylan Sprouse actors estatunidencs
- 20 d'agost, Dallas, Texas, EUA: Demi Lovato, actriu i cantant estatunidenca[22]
- 25 d'agost, Bath, Regne Unit: Angelica Mandy, actriu britànica.
- 16 de setembre, Dallas, Texas, EUA: Nick Jonas, actor i cantant estatunidenc de Jonas Brothers.
- 20 de setembre, Fuenlabrada, Espanya: David Castillo Martínez, actor espanyol.
- 21 d'octubre, Filadèlfia: Hari Nef, actriu, model i escriptora estatunidenca
- 30 d'octubre, Picardia: Édouard Louis, escriptor francès.[23][24]
- 23 de novembre, Nashville, Tennessee, EUA: Miley Cyrus, actriu i cantant estatunidenca
- 28 de novembre, Pembroke: Nora Vasconcellos, patinadora de monopatí professional estatunidenca.[25]
- 26 de desembre, South Shields, Tyne i Wear, Anglaterra: Jade Thirlwall, cantant britànica del grup Little Mix.

| M/d | Nom i llinatges | Activitat | Origen | M.   |
| --- | --------------- | --------- | ------ | ---- |
|     | Helin Bölek     | cantant   | kurda  | 2020 |

## Necrològiques
| M/d   | Nom i llinatges | Activitat | Origen | E  |
| ----- | --------------- | --------- | ------ | -- |
| 09/27 | Zhang Leping    | dibuixant | xinés  | 81 |

Països Catalans
- 4 de gener - Barcelona: Maria Teresa Bonilla i Elias, veterinària catalana, la primera dona a exercir la veterinària al Principat (n. 1918).[26]
- 28 de febrer, 
  - Barcelona: Rosa Maria Arquimbau i Cardil, escriptora i periodista catalana (n. 1909).[27]
  - Madrid: Concha Bañuls, soprano
  - Girona: Ramona Via i Pros, escriptora i llevadora catalana (n. 1922).[28]
- 22 de maig, Perpinyà: Josep Deloncle, folklorista i polític nord-català (n. 1913).[29]
- 26 de maig, Barcelona, Barcelonès: Josep Maria Bernat i Colomina, compositor de sardanes (n. 1925).[30]
- 19 de juny, Londres: Kathleen McKane, tennista anglesa, guanyadora de cinc medalles olímpiques (n. 1896).[31]
- 21 de juny, Sueca, Horta de València: Joan Fuster, escriptor valencià.[32]
- 23 de juny, Barcelona: Lluís Casassas i Simó, geògraf català.
- 26 de juny, Sanet i els Negrals: Isa Tròlec, escriptor valencià (n. 1945).
- 29 de juny, València: María Teresa Andrés Blasco, música i compositora (n. 1910).[33]
- 2 de juliol, Badalona: Camarón de la Isla, cantant de flamenc.[34]
- 23 de setembre, en un avió, camí de Madrid: Mary Santpere, actriu, vedet i humorista catalana.[35]
- 24 de setembre, Kissimmee, Florida: Brownie Wise, llegendària venedora i empresària, responsable de l'èxit de Tupperware (n. 1913).[36]
- 30 de setembre, Albuixech (l'Horta Nord: Miguel Ambrosio Zaragoza, conegut com a Ambrós, dibuixant de còmics valencià i autor d'El Capitán Trueno entre altres (n. 1913).
- 26 de novembre, Barcelona: Ramon Calsina i Baró, pintor i dibuixant català.
- 30 de novembre, Barcelona: Àngels Ferrer i Sensat, mestra, pedagoga, catedràtica, contribuí a crear l'Institut-Escola del Parc.[37]
- 27 de desembre, Barcelona: Eulàlia Fàbregas de Sentmenat, escultora catalana (n. 1906).[38]

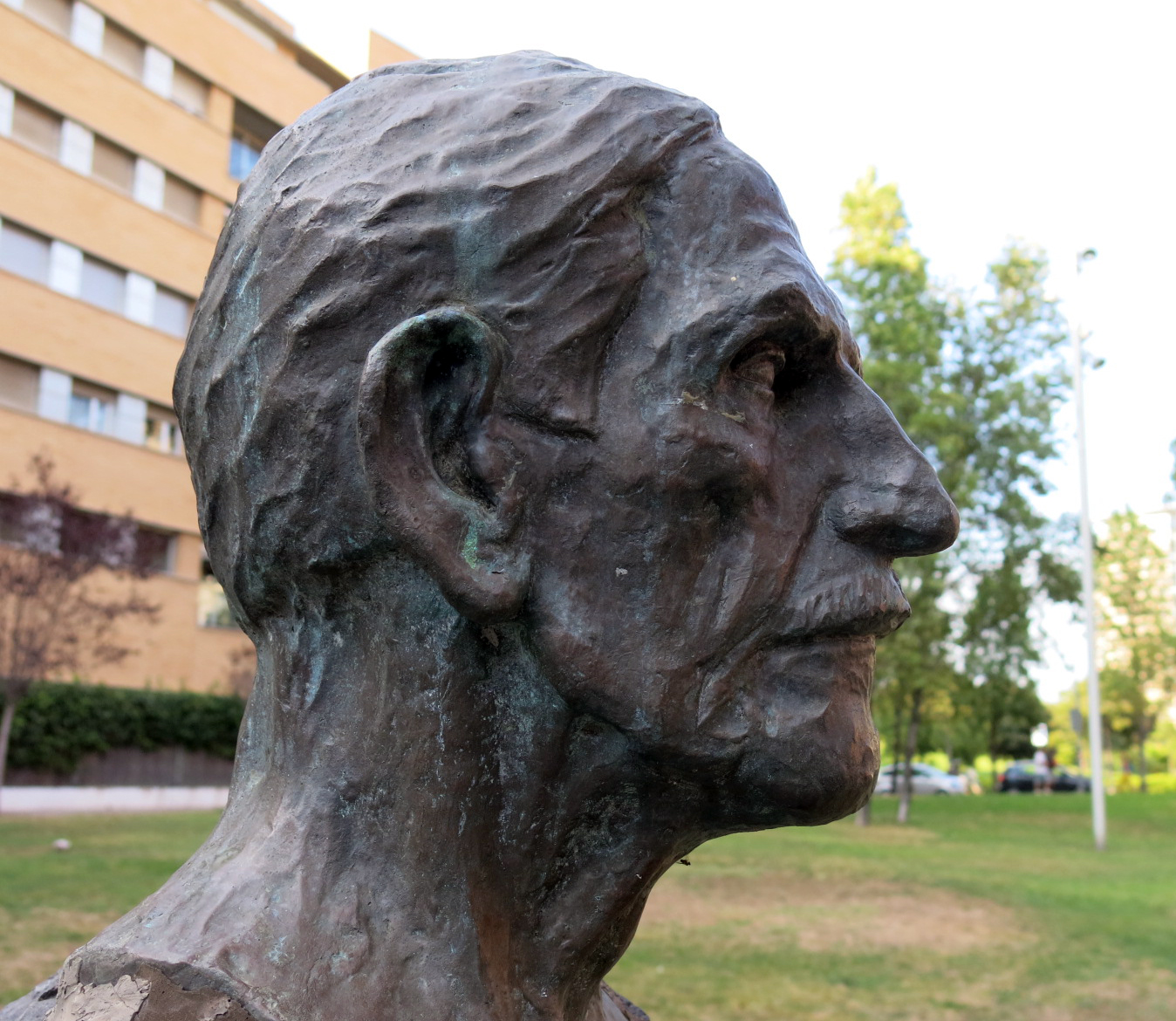
R. Calsina (n. 1901)
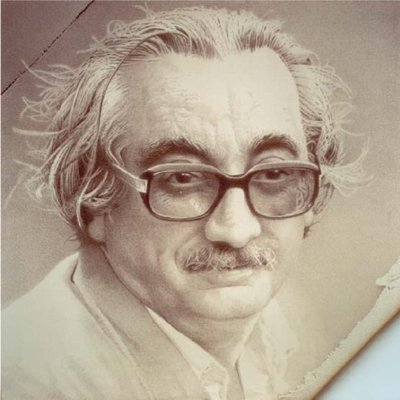
J. Fuster (n. 1922)
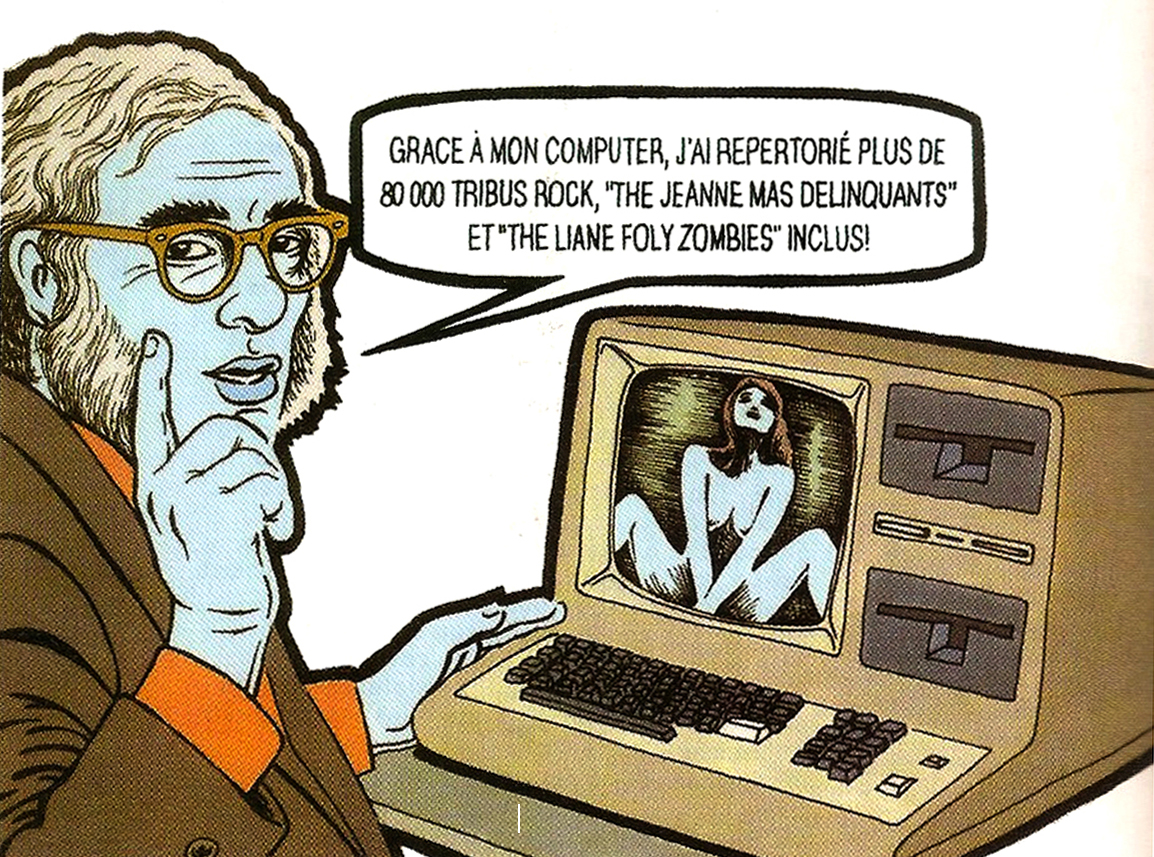
I. Asimov (n. 1920)
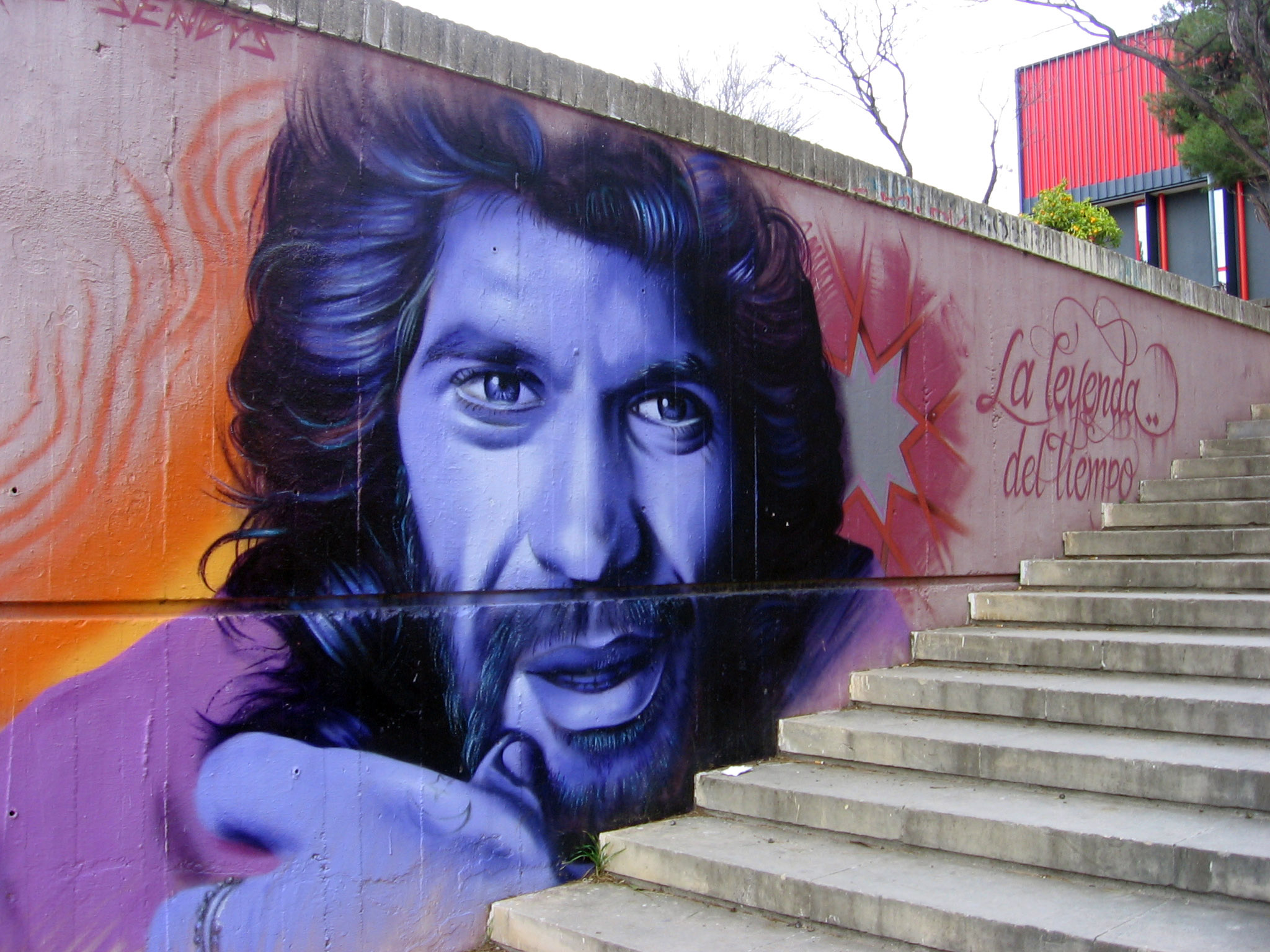
Camarón (n. 1950)

Resta del món
- 1 de gener, Nova York: Grace Hopper, militar estatunidenca, pionera en el món de la informàtica (n. 1906).
- 8 de gener, Tel-Aviv: László Ladányi, poeta, escriptor, dramaturg i reporter.
- 16 de febrer - Londres: Angela Carter, novel·lista i periodista anglesa (n. 1940).[39]
- 3 de març, Milà, Itàlia: Lella Lombardi, pilot de curses automobilístiques, que disputà curses de Fórmula 1 (n. 1941).[40]
- 4 de març, Minot (Dakota del Nord): Mary Osborne, guitarrista de jazz, cantant i fabricant de guitarres estatunidenca.[41]
- 6 de març - París: Maria Helena Vieira da Silva, pintora portuguesa que va desenvolupar la seva carrera a França (n. 1908).[42]
- 9 de març, Tel-Aviv (Israel): Menahem Beguín, polític israelià, sisè Primer Ministre d'Israel (n. 1913).[43]
- 11 de març -Los Angeles, Califòrnia,(EUA): Richard Brooks, guionista i director de cinema estatunidenc. (n. 1912)[44]
- 20 de març -Roubaix, Nord, (França): Georges Delerue, compositor i director musical de cinema, autor de la música d'unes 350 pel·lícules i guanyador l'any 1979 de l'Oscar a la millor banda sonora per A Little Romance. (n. 1925)[45]
- 23 de març, Friburg de Brisgòvia, Alemanya: Friedrich Hayek, economista austríac guardonat amb el Premi Nobel d'Economia de 1974.[43]
- 6 d'abril, Nova York, Estats Units: Isaac Asimov, científic i escriptor estatunidenc d'origen soviètic (n. 1920).[46]
- 8 d'abril, Roma, Itàlia: Daniel Bovet, farmacòleg italià d'origen suís, guardonat amb el Premi Nobel de Medicina o Fisiologia l'any 1957 (n. 1907).[47]
- 27 d'abril, Clichy, Île-de-France: Olivier Messiaen, compositor, organista i ornitòleg francès (n. 1908).[45]
- 6 de maig, París: Marlene Dietrich, actriu i cantant alemanya (n. 1901).
- 23 de maig, Carini, Sicília: Giovanni Falcone, jutge italià (n. 1939).[48]
- 28 de juny, Moscou, Rússia: Mikhaïl Tal: jugador d'escacs jueu de Letònia, ciutadà soviètic, Gran Mestre, i el vuitè Campió del món d'escacs (n. 1936).[49]
- 4 de juliol, Buenos Aires, Argentina: Ástor Piazzolla, bandoneonista i compositor argentí (n. 1921).
- 23 de juliol, París: Arletty, pseudònim de Léonie Bathiat, actriu de teatre i cinema, model i cantant francesa (n. 1898).[50]
- 29 de juliol - Bucarest: Lucia Demetrius, actriu, traductora i poetessa romanesa (n. 1910).[51]
- 1 d'agost - prop de Moscou, Rússia: Margarita Aliguer, poeta, bibliotecària, periodista i traductora russa i soviètica (n. 1915).[52]
- 12 d'agost - Nova York (EUA): John Cage, compositor estatunidenc (n. 1912).[53]
- 2 de setembre - Huntington, EUA: Barbara McClintock, botànica i genetista, Premi Nobel de Medicina o Fisiologia 1983 (n. 1902).[54]
- 3 de setembre, Huntington (Nova York): Barbara McClintock, botànica i genetista estatunidenca, guardonada amb el Premi Nobel de Medicina o Fisiologia el 1983 (n. 1902).
- 1 d'octubre - Günzburg, Baviera: Petra Kelly, política i activista alemanya i fundadora del Partit Verd alemany.[55]
- 8 d'octubre, Unkel, Alemanya: Willy Brandt, polític alemany canceller de la RFA (n. 1913).[56]
- 30 d'octubre, Nova York, EUA: David H. Rosenthal, poeta, assagista i traductor jueu estatunidenc (n. 1945).
- 13 de novembre, Aravaca, Espanya: Lucrecia Pérez, immigrant dominicana a Madrid, víctima de racisme i xenofòbia, el primer cas reconegut com a tal a Espanya (n. 1959).
- 10 de desembre, Buenos Aires, Argentina: Celia Gámez, cantant i actriu argentina (n. 1905).[57]
- 12 de desembre, Brussel·les, Bèlgica: Suzanne Lilar, dramaturga, assagista i novel·lista belga flamenca d'expressió francesa (n. 1901).[58]
- 17 de desembre, Viena, Àustria: Günther Anders, filòsof i assagista, un dels més destacats en llengua alemanya del segle xx.
- 21 de desembre, Londres, Anglaterra: Nathan Milstein, violinista ucraïnès.
- 24 de desembre, Brussel·les, Bèlgica: Peyo, dibuixant de còmics entre d'altres els Barrufets (n. 1928).
- 25 de desembre, Reading (Berkshire): Monica Dickens, escriptora anglesa (n. 1915).[59]